# Lepiota mesomorpha
Lepiota mesomorpha är en svampart som först beskrevs av Pierre Bulliard (v. 1742–1793), och fick sitt nu gällande namn av Claude-Casimir Gillet 1874. Lepiota mesomorpha ingår i släktet Lepiota och familjen Agaricaceae.   Inga underarter finns listade i Catalogue of Life.